# Жозеф, Пьер-Оливье
Пьер-Оливье Жозеф (англ. Pierre-Olivier Joseph; род. 1 июля 1999, Лаваль, Квебек) — канадский хоккеист, защитник, чемпион мира 2023 года. В настоящее время выступает за клуб НХЛ «Сент-Луис Блюз». На  драфте 2017 года был выбран «Аризона Койотис» в 1-м раунде под общим 23-м номером.

## Ранние годы
Джозеф родился 1 июля 1999 года в  Лавале, Квебек, Канада в семье Франци Джозефа и Франс Тайлон. to parents Frantzi Joseph and France Taillon. Его отец много лет играл и тренировал хоккеистов, а мать в юности была конкурентоспособной спортсменкой. Его отец имеет гаитянское происхождение, а мать белая. В детстве его обзывали расистскими оскорблениями на льду и советовали вернуться в «свою страну». Его брат Матьё был выбран в 4-м раунде драфта 2015 года командой «Тампа-Бэй Лайтнинг» и в настоящее время играет за «Оттава Сенаторз».

## Карьера

### Любительская
Жозеф был выбран под общим 78-м номером на драфте главной юниорской хоккейной лиги Квебека (QMJHL) 2015 года командой «Шарлоттаун Айлендерс». После посещения их тренировочного лагеря он был переведен в «Колледж Антуана-Жируара Голуа» в Ligue de Hockey Midget AAA du Québec, но к началу ноября был отозван обратно. Джозеф завершил свой дебютный сезон с восемью очками в 48 матчах и получил рейтинг «B» в октябрьском списке «Игроки, за которыми стоит следить» Центрального скаутского бюро НХЛ перед сезоном 2016/2017.
Джозеф вернулся в «Айлендерс» на второй сезон в качестве ассистента капитана и установил новые рекорды в карьере по голам, передачам и очкам. Он начал сезон с трех голов и семи передач, а затем, улучшив атаку, набрал 39 очков в 33 играх. В конце сезона он стал финалистом Марсель Робер Трофи от «Айлендерс» и был финалистом Майк Босси Трофи. Жозеф помог «Айлендерс» выйти в плей-офф QMJHL 2017 года и набрал шесть очков в 13 играх, прежде чем они вылетели. В результате своей игры среди юниоров Джозеф был выбран под общим 23-м номером на драфте НХЛ 2017 года командой «Аризона Койотис» и подписал с ними трехлетний контракт новичка. После того, как «Койотис» выбрали его на драфте, Джозеф провел сезон 2017/18, набираясь массы, чтобы добавить вес и мускулы к своему телу (он весил 72 кг). В течение года он жил с диетологом команды и в лагере развития «Койотис» в 2018 года стал весить 76 кг.
После возвращения в QMJHL в декабре Джозефа обменяли в «Драммондвилл Вольтижерс». На момент обмена он сделал 18 передач и набрал 25 очков в 27 играх и был назначен капитаном команды QMJHL на серии CIBC Canada-Russia Series 2018 года.

### Профессиональная

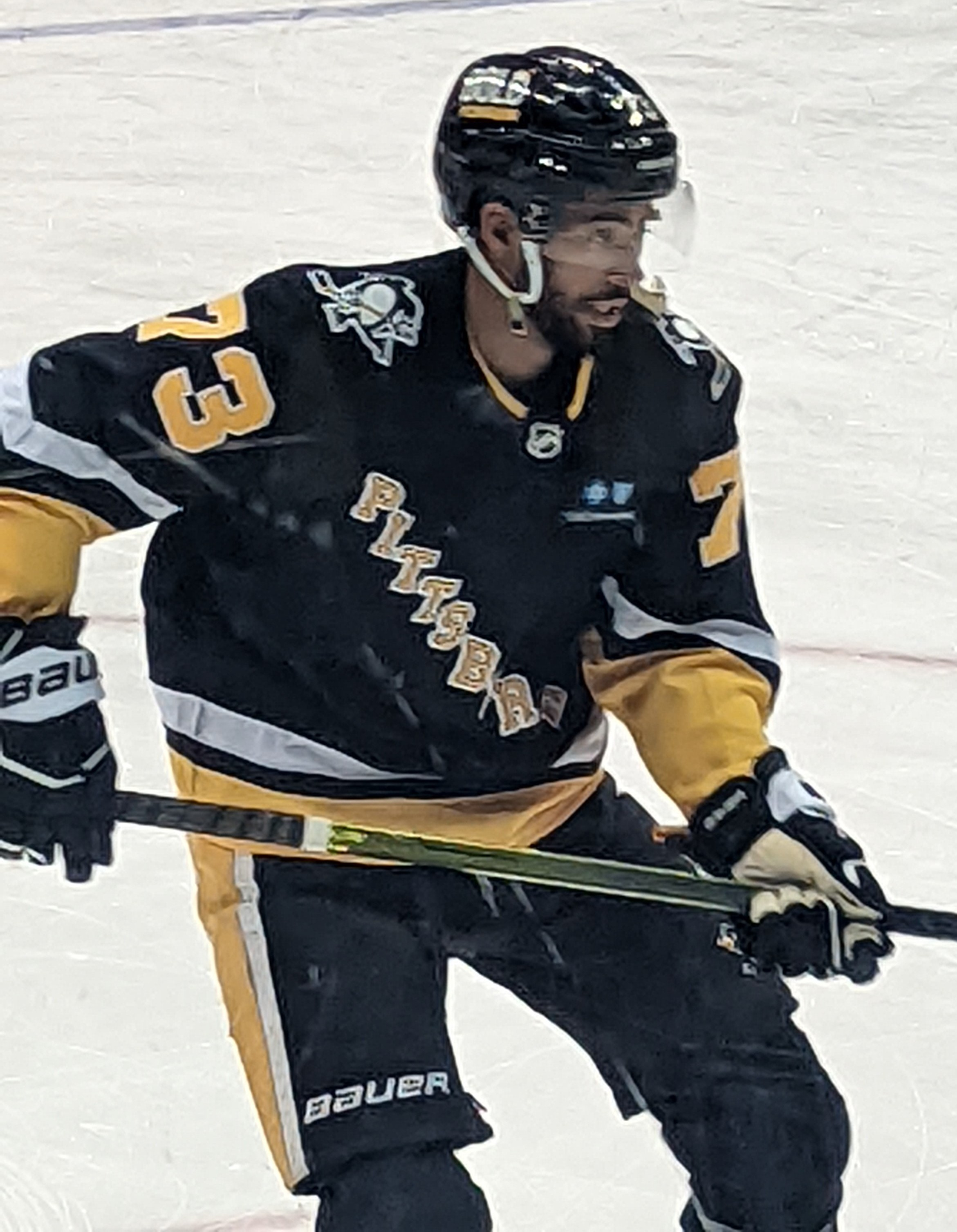
Жозеф на игре «Питтсбург Пингвинз» в 2023 году.

29 июня 2019 года «Аризона» вместе с Алексом Гальченюком обменяли Жозефа в «Питтсбург Пингвинз» в обмен на Фила Кессела, Дейна Биркса и выбор в четвертом раунде драфта НХЛ 2021 года. Он продолжал работать над своим весом в межсезонье 2019 года перед тем, как начать свой первый профессиональный сезон в составе «Уилкс-Барре/Скрантон Пингвинз» в Американской хоккейной лиге (АХЛ). В результате тренировок, которые включали в себя работу со своим братом и тренером в Тампа-Бэй, Жозеф перед тренировочным лагерем со 74,5 кг его вес вырос до 79 кг. Однако за шесть игр в своем дебютном сезоне в АХЛ он заболел мононуклеозом и пропустил больше месяца, чтобы выздороветь. Вернувшись в состав «Скрантон Пингвинз», он набрал два очка в 11 играх, несмотря на то, что потерял 10 фунтов, набранных в межсезонье. В ответ на изменение веса Жозефа тренер Майк Веллуччи сказал: «У организации есть способы измерить реальную силу игрока в разных областях».
По мере продолжения сезона 2019/20 на Джозефа возлагались больше обязанностей, поскольку его товарищи по команде вызывались на уровень НХЛ. В своих последних 32 играх он набрал 14 очков и -8 по системе плюс-минус. До паузы в сезоне из-за COVID-19 Джозеф играл в лучшей оборонительной паре «Скрантон Пингвинз» с Джоном Лизоттом и играл в среднем более 20 минут за игру.
Джозеф дебютировал в НХЛ 22 января 2021 года против «Нью-Йорк Рейнджерс» из-за травм в составе «Пингвинз». Перед его дебютом тренер «Пингвинз» Майк Салливан высоко отзывался о нем как об игроке, говоря: «П.О. [Пьер-Оливье] — хороший игрок… Он сильнее. Он быстрее. Он хороший двусторонний защитник. Имеет возможность присоединиться к выходу [Один в ноль, два в одного и т.д.], может сделать пас для выхода и хорошо видит лед. И из-за его подвижности и его способности открываться, я думаю, у него есть способность быть хорошим защитником. ...Мы знаем, что он может играть на этом уровне, и он заслуживает похвалы за то, как далеко продвинулась его игра». В своих первых семи играх за «Пингвинз» он набрал пять очков, включая свой первый гол в карьере в НХЛ в ворота Семена Варламова из «Нью-Йорк Айлендерс».
3 июля 2024 года в качестве свободного агента подписал однолетний контракт с «Сент-Луис Блюз» на сумму $950.000.

## Международная карьера
5 мая 2023 года был включен в заявку сборной Канады на чемпионат мира по хоккею 2023. На чемпионате Жозеф забил один гол в десяти играх и стал чемпионом мира.